# Élections générales paraguayennes de 2013
Les élections générales paraguayennes de 2013 se sont déroulées le 21 avril 2013. À l'issue du scrutin, Horacio Cartes est élu président de la république du Paraguay.

## Modalités
Le scrutin permet d'élire le président et le vice-président de la république du Paraguay. À cette occasion, les 3,5 millions d’électeurs appelés à voter désignent également les 45 sénateurs et les 80 députés du pays, ainsi qu'un gouverneur dans chacun des 17 départements, et les représentants du Paraguay au parlement du Mercosur. Le président, ainsi que les sénateurs, députés et gouverneurs de départements sont élus pour un mandat de cinq ans. Le nouveau président doit prendre ses fonctions le 15 août 2013.

## Contexte
L'ancien évêque catholique Fernando Lugo, de la coalition de gauche Alliance patriotique pour le changement (APC), est élu président du Paraguay avec 40,8 % des voix lors des élections générales de 2008. En juin 2012, à la suite d'affrontements entre des paysans sans terre et la police ayant fait 17 morts, il est jugé et destitué à la quasi-unanimité par le Sénat. À 10 mois de la fin de son mandat, Lugo est remplacé par son vice-président, membre du Parti libéral radical authentique (PLRA), Federico Franco,. La destitution de Fernando Lugo, que celui-ci qualifie de « coup d'État express », entraîne l'exclusion du pays du marché commun du Sud (Mercosur) et de l'Union des nations sud-américaines (Unasur). La constitution interdisant les mandats consécutifs, Lugo ne peut se représenter à la présidentielle en 2013. Il brigue un poste de sénateur lors des élections générales.

## Candidats et campagne électorale
Onze candidats se présentent au scrutin présidentiel. Les deux favoris sont l'avocat Efraín Alegre du Parti libéral radical authentique (PLRA) et l'homme d'affaires Horacio Cartes de l'Association nationale républicaine (Partido Colorado). Les autres candidats, comme l'ancien journaliste de télévision Mario Ferreiro (es), du Parti révolutionnaire fébrériste (PRF), et Anibal Carrillo Iramain, de Front Guasú, sont distancés dans les sondages précédant l'élection.
Durant la campagne, les deux principaux candidats s'accusent mutuellement de malversations,. Elle est également marquée par des soupçons de fraude. Le Tribunal supérieur de justice électoral (TSJE) rappelle aux électeurs que l'achat de votes constitue un délit. Des observateurs internationaux, du Mercosur, de l'Unasur et de l'Union européenne se rendent dans le pays afin d'assister au scrutin.
Le jour des élections, le mouvement de guérilla marxiste-léniniste de l'Armée du peuple paraguayen attaque les forces de l'ordre dans une région reculée du pays, faisant deux morts.

## Résultats
Après le dépouillement de 80 % des bureaux de vote, Horacio Cartes obtient 46 % des suffrages et devance Efraín Alegre, crédité de 37 % des voix. Ce dernier reconnaît sa défaite. Horacio Cartes est déclaré vainqueur par le Tribunal supérieur de justice électoral (TSJE),.